# Teatro d'Arte di Roma

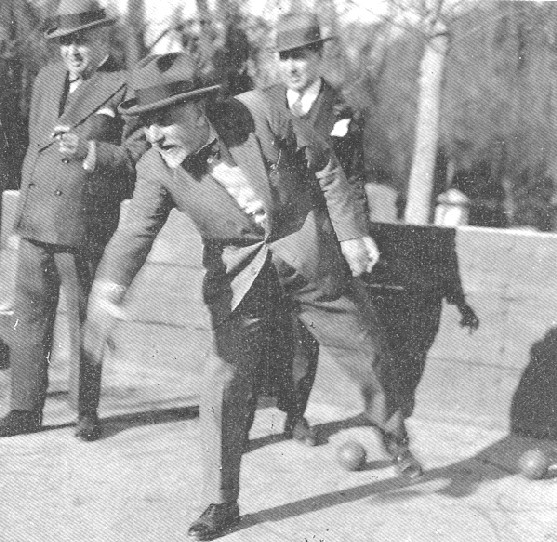
Pirandello a Montevideo nell'agosto 1927 durante la tournée della compagnia in Sud America. Istantanea scattata durante una partita di bocce con alcuni giornalisti uruguaiani.

Il Teatro d'Arte di Roma fu una compagnia teatrale fondata nel 1924, di cui fu direttore artistico e capocomico Luigi Pirandello.
La compagnia debuttò il 2 aprile 1925 con l'atto unico di Pirandello Sagra del signore della nave e una commedia dell'irlandese Lord Dunsany al teatro Odescalchi di Roma, fatto costruire appositamente per la compagnia del Teatro d'Arte dopo aver rilevato i fondi del Palazzo Odescalchi.
La compagnia si sciolse il 15 agosto 1928, sulla piazza di Viareggio, continuando tuttavia a lavorare dopo aver mutato il nome in Compagnia Pirandello.

## Storia
L'idea originale del Teatro d'Arte di Roma, di cui Luigi Pirandello fu per tre anni direttore artistico e capocomico, non era in realtà di Pirandello, ancorché gli fosse «nata in casa», promossa da un gruppo di giovani intellettuali tra cui appunto il primogenito Stefano, che nel '23 propose al padre di aderirvi in veste di direttore più che altro per rendere il progetto immediatamente visibile. Egli non immaginava che il padre ne avrebbe assunto il pieno controllo, divenendone il capocomico oltre che direttore artistico, né che vi avrebbe impiegato le ingenti somme di denaro che di fatto finì per spendere in quel progetto.
Pirandello teneva molto al progetto di un teatro che avesse un repertorio esclusivamente d'arte, con allestimenti curati e di qualità, e permettesse «una esistenza decorosa agli attori e lo svolgimento di degni programmi artistici».
Era dunque necessario disporre di un intero edificio, di un teatro stabile in cui mettere in scena i propri spettacoli. A questo scopo rilevò i fondi di Palazzo Odescalchi, in piazza Santi Apostoli a Roma. Tuttavia già il lavoro di ristrutturazione, di cui venne incaricato l'architetto Virgilio Marchi, fedele collaboratore di Pirandello, non ebbe esiti felici: a fine lavoro i costi della ristrutturazione erano raddoppiati rispetto al preventivo, e poiché il teatro era fornito di un numero piuttosto scarso di posti, 348, gli incassi si rivelarono subito insufficienti a coprire le spese.

### L'esordio del Teatro d'Arte di Roma
Malgrado i costi, la sera del 2 aprile 1925 la compagnia del Teatro d'Arte di Roma debutta con l'atto unico di Pirandello Sagra del Signore della Nave e con Gli dèi della montagna dell'irlandese Lord Dunsany. In queste due prime prove come regista Pirandello compie già una rivoluzione nella messa in scena: nella Sagra del Signore della Nave per inscenare la festa paesana unisce lo spazio della platea e del palcoscenico, dota cioè quest'ultimo di due scalette che ne consentono la comunicazione con la sala; quindi fa entrare una folla di attori e comparse dal ridotto del teatro e li fa salire sul palco dopo averla attraversata; finita la celebrazione della festa, le comparse e gli attori tornano indietro per la medesima via, sparendo alla vista degli spettatori. L'inaugurazione non fu altro che un primo esperimento di una pratica che, di lì a poco, si riaffaccerà nell'allestimento dei Sei personaggi in cerca d'autore, ma soprattutto in Questa sera si recita a soggetto.
Il presagio di una rivoluzione era comunque già dentro la prima edizione dei Sei personaggi (del '21, dove Pirandello investe inoltre il Capocomico del ruolo di autore, cogliendo il senso di una trasformazione dal teatro dell'attore al teatro di regia: è a lui che i Personaggi si rivolgono dicendo: «veniamo qua in cerca di un autore» e che a metà commedia stenderà con il Padre una traccia delle scene dello spettacolo e «concerterà» il canovaccio), che si limitava però soltanto a “mimare” una rivoluzione scenica, dal momento che l'intera azione si svolgeva sul palcoscenico, e i Personaggi entravano direttamente dalla «porticina del palcoscenico», cioè dalla porta di servizio da cui entrano gli attori, tanto che si parla di «rivoluzione moderata».
Anche la prima edizione di Ciascuno a suo modo, del '24, è diversa da quella definitiva del '33, la cui Premessa rompe già la recinzione ideale del palcoscenico e dispone esplicitamente che la rappresentazione inizi nei pressi del botteghino; ma questo è solo «un logico corollario dell'infrazione già commessa nei Sei personaggi in cerca d'autore»; l'infrazione maggiore è che sulla strada, nello spiazzo antistante il teatro, gli attori e gli spettatori finti si mescolano finalmente per davvero agli spettatori veri: abolita la partizione tra spazio finto e reale lo spettacolo non è più sul palcoscenico ma comprende l'intero edificio teatrale, usato come «puro involucro, struttura teatrale svuotata, prosciugata» e da questo esce nelle strade, per la città.

### Una tiepida accoglienza
Alle difficoltà finanziarie del Teatro d'Arte si aggiunse però una critica tiepida che indusse la compagnia, dopo due soli mesi di recite all'Odescalchi, a iniziare una serie di tournée all'estero, nella tradizione delle compagnie italiane, che li vide recitare in alcune capitali d'Europa e oltreoceano, in Brasile e in Argentina, e in piazze per lo più modeste del circuito italiano.
Pirandello segue la compagnia anche all'estero, cura la messa in scena dei suoi drammi e il lavoro degli attori, presenzia alle conferenze con la stampa e alle prime degli spettacoli, si fa trascinare al proscenio dagli attori; insomma figura non solo come direttore ma anche come regista della compagnia.
Non poche testimonianze sono rimaste sul lavoro di Pirandello come regista. Guido Salvini, tra i fondatori del Teatro d'Arte, curò la direzione scenica di molti drammi di Pirandello e gli fu vicino per vent'anni, lasciando del suo lavoro di regista alcune preziose testimonianze. Del suo lavoro con gli attori Salvini scrive:
Corrado Pavolini definì Pirandello «il regista più importante in cui io abbia avuto l'immeritata fortuna di incontrarmi», e, descrivendo il suo lavoro con gli attori, parla della sua incredibile tecnica interpretativa:
Pirandello, da perfezionista scrupoloso quale era, come regista studia approfonditamente la tecnica scenografica, cercando sempre la perfetta coerenza tra scenografia e azione.
Pirandello soprattutto sembrava voler evitare che il pubblico confondesse i suoi drammi con quelli realistico-borghesi; perciò puntava ad eliminare la scenografia fatta di fronzoli e vuoti ornamenti («scenettine approssimative, dove tutto rimaneva nelle intenzioni»), mirando piuttosto a rendere paradigmatici i personaggi, che usciti inalterati dalla realtà assoluta della sua fantasia vivevano autonomamente «materiati di sentimenti e di verità». Pirandello come regista elimina tutti gli elementi di interferenza tra il personaggio ideale e la sua personificazione sul palcoscenico.
Lo stesso Virgilio Marchi descrisse il temperamento singolarmente passionale del regista Pirandello, tratteggiando il ritratto di uno «spettatore partecipe delle proprie creature teatrali»:
Dopo un anno di esperienza diretta e di confidenza con le scene, acuita la propria sensibilità per i particolari tecnici del dramma, Pirandello apporta numerose modifiche ai suoi vecchi drammi, soprattutto alle didascalie, considerate in primo luogo in relazione alla rappresentazione scenica.

### La fine del Teatro d'Arte
La passione e la competenza di questi artisti non furono però premiate dalla fortuna, e l'impresa, come abbiamo detto, non durò molto. La compagnia del Teatro d'Arte, rientrata finalmente a Roma, cambiò nome, dopo lo scioglimento della società, in «Compagnia Pirandello», e non recitando più all'Odescalchi, ormai fallito, ma in altre sale romane come il teatro Valle e l'Argentina. Nata il 2 aprile 1925, la compagnia si sciolse a Viareggio il 15 agosto 1928, con una replica de La donna del mare di Ibsen.

### La fuga a Berlino
Nell'ottobre 1928, passato poco più di un mese dall'ultima recita del Teatro d'Arte, Pirandello parte per Berlino, accompagnato da Marta Abba, per sfuggire a quel regime che, prodigo di promesse ma avaro dei contributi che pure erano stati promessi alla loro compagnia, fu la causa principale del fallimento dell'impresa teatrale. Egli abbandona l'Italia perché impossibilitato a continuare l'attività di capocomico, che intende riprendere appena possibile, costruendo in Italia un nuovo Teatro d'Arte che non dipenda più da sovvenzioni statali. A Berlino, punto nevralgico del teatro europeo, presso cui si recavano apprendisti da tutta Europa, Pirandello comincerà a lavorare per il cinema, l'altra grande attrazione della Berlino di quegli anni, conosce drammaturghi come Fred Antoine Angermayer, Ferdinand Bruckner; visita di continuo i teatri della capitale e perfino i cabaret, di cui è assiduo frequentatore. In questi mesi di esilio volontario dall'Italia e di contatto approfondito con il teatro berlinese, Pirandello maturerà l'ispirazione per Questa sera si recita a soggetto.